# اریک ماسا
اریک جیمز جوزف ماسا (زاده ۱۶ سپتامبر ۱۹۵۹) یک سیاستمدار سابق آمریکایی است که به عنوان نماینده ایالات متحده برای منطقه ۲۹ کنگره نیویورک خدمت کرده است. او که یک دموکرات بود، از ژانویه ۲۰۰۹ تا زمان استعفای خود در مارس ۲۰۱۰ در کنگره خدمت کرد. ماسا در جریان تحقیقات کمیته اخلاق مجلس نمایندگان در مورد اتهامات سوء رفتار جنسی استعفا داد. ماسا رو به زوال سلامتی خود و تحقیقات اخلاقی در حال انجام را دلایل استعفای خود اعلام کرد. با این حال، او بعداً گفت که توطئه ای وجود دارد «برای برکناری او زیرا او علیه اصلاح اساسی مراقبت‌های بهداشتی رای داده بود.» در سال ۲۰۱۷ گزارش شد که کنگره نزدیک به ۱۰۰۰۰۰ دلار برای حل و فصل ادعاهای آزار و اذیت دو کارمند مرد علیه ماسا پرداخت کرده است.
اریک جیمز جوزف ماسا در چارلستون، کارولینای جنوبی در ۱۶ سپتامبر ۱۹۵۹ به دنیا آمد. ماسا، پسر یک افسر نیروی دریایی حرفه ای، در مکان‌های مختلف از جمله آرژانتین و نیواورلئان بزرگ شد. پس از فارغ‌التحصیلی از آکادمی نیروی دریایی ایالات متحده در آناپولیس ماسا به مدت ۲۴ سال در نیروی دریایی مشغول به کار بود. او در جنگ خلیج فارس خدمت کرد و همچنین به عنوان دستیار ژنرال وسلی کلارک خدمت کرد. در اواخر دوران حرفه‌ای‌اش در نیروی دریایی، تشخیص داده شد که او مبتلا به لنفوم غیرهوچکین است، که بعداً از آن بهبود یافت.